# All inclusive

Neoficiální logo All inclusive

All inclusive je koncept cestovního ruchu, který zahrnuje kompletní balíček služeb za jednu cenu. Obvykle zahrnuje ubytování, stravování, nápoje, aktivity a další služby bez nutnosti dalších plateb během pobytu. Tento model se stal populární díky svému pohodlí a jednoduchosti, a je oblíbený zejména mezi rodinami, páry a turisty, kteří hledají bezstarostnou dovolenou.

## Historie all-inclusive

### Počátky konceptu
První známky konceptu all-inclusive se objevily v Evropě během 30. let 20. století. V té době některé hotely nabízely balíčky zahrnující základní služby, jako je ubytování a stravování, za pevnou cenu. Tento model se ukázal jako atraktivní pro turisty, kteří si chtěli užít dovolenou bez starostí o dodatečné výdaje.

### Club Med: průkopník all-inclusive
Za zakladatele moderního konceptu all-inclusive je považována společnost Club Méditerranée (Club Med), kterou v roce 1950 založili belgický podnikatel Gérard Blitz a francouzský podnikatel Gilbert Trigano. První Club Med vznikl na Korsice a nabízel jednoduché chatky, společné stolování a volnočasové aktivity za jednotnou cenu. Tento koncept byl navržen tak, aby hosté mohli relaxovat bez jakýchkoliv dalších finančních či organizačních starostí.

### Rozvoj v 70. a 80. letech
V průběhu 70. a 80. let 20. století zažil koncept all-inclusive rychlý růst, zejména v destinacích jako Karibik, Středomoří a Mexiko. Do tohoto odvětví vstoupily velké hotelové řetězce, které začaly nabízet komplexní balíčky zahrnující nejen ubytování a stravování, ale také volnočasové aktivity, sportovní programy a večerní zábavu. Tento model byl podporován také cestovními kancelářemi, které nabízely kombinované balíčky zahrnující letenky, transfery a pobyty v all-inclusive resortech.

## Současný stav a budoucnost
All-inclusive resorty jsou populární po celém světě, nejvíce se rozšířily v destinacích jako Dominikánská republika, Maledivy, Jamajka nebo Turecko. Moderní resorty často zahrnují různé úrovně služeb, od základních balíčků až po luxusní nabídky zahrnující privátní pláže, gurmánské restaurace a wellness centra. All-inclusive hotely se postupně vyvinuly z jednoduchých a cenově dostupných zařízení na sofistikované boutique resorty zaměřené na personalizované zážitky. Moderní hosté požadují wellness, autentickou gastronomii a kulturní zážitky. 
V posledních letech[kdy?] se all-inclusive resorty přizpůsobují rostoucím požadavkům na udržitelnost a autentické zážitky. Některé hotely začleňují ekologické postupy a podporují místní komunity, aby nabídly hostům smysluplnější zážitky.

## Charakteristika
All inclusive balíčky obvykle zahrnují ubytování (různé typy pokojů nebo apartmánů v závislosti na vybavení resortu), stravování (jídla formou bufetu nebo a la carte menu, dostupná v určitých časových intervalech), nápoje (alkoholické i nealkoholické nápoje, často bez omezení), rekreační aktivity ( sportovní a volnočasové aktivity, jako jsou bazény, fitness centra, vodní sporty nebo animační programy), další služby ( transfery z letiště, wellness procedury nebo vstupy na kulturní akce mohou být součástí některých balíčků).
Co přesně all inclusive balíček obsahuje, však závisí na každém hotelu. Zákazník by si proto měl podmínky pečlivě nastudovat, aby měl jasno, jaké služby jsou zahrnuty a zda odpovídají jeho očekáváním.

## Výhody a nevýhody

### Výhody
Mezi hlavní výhody tohoto konceptu patří pohodlí (hosté se nemusí starat o dodatečné výdaje nebo plánování aktivit), dále finanční jistota (cena je předem známa, což eliminuje neočekávané náklady), zpravidla široká nabídka (možnost využití různorodých aktivit a služeb na jednom místě), efektivita pro hotely i zákazníky (zefektivnění provozu umožňuje hotelům nabízet služby za výhodnější ceny, což prospívá jak samotným hotelům, tak zákazníkům hledajícím dostupnou kvalitu).

### Nevýhody
K nevýhodám se řadí vyšší cena (počáteční, nikoliv však konečné, náklady mohou být vyšší než u jiných forem cestování), omezená flexibilita (hosté jsou často vázáni na služby a aktivity nabízené v resortu), masový cestovní ruch (velké all inclusive resorty mohou mít negativní dopad na životní prostředí a lokální kulturu). 

## Regionální specifika
All inclusive je nejrozšířenější v oblastech, kde se kombinuje exotické prostředí s vysokou poptávkou po luxusních dovolených. Mezi nejoblíbenější destinace patří: Karibik (resorty v destinacích jako Dominikánská republika, Jamajka nebo Bahamy), Evropa (Turecko, Řecko, Španělsko, zejména Kanárské ostrovy a Mallorca), Asie (Maledivy, Thajsko, Bali).
Mezi specifické formy all inclusive pobytů patří okružní plavby na velkých zaoceánských lodích, které také zahrnují ubytování, stravování, zábavu a další služby v jedné cenové nabídce.
V České republice se all inclusive odlišuje od modelu běžného v přímořských destinacích, kde dominuje masová turistika. V Česku jej nabízejí převážně menší a střední hotely, které se zaměřují na optimalizaci nákladů a dostupnost pro klienty. Důraz je kladen na efektivitu provozu a vyvážený poměr ceny a služeb.

## Ekonomický dopad
All inclusive má značný ekonomický vliv na turistický průmysl. Zajišťuje vysokou obsazenost hotelů, podporuje zaměstnanost v lokalitách a přínos finančních prostředků do regionů. Na druhé straně mohou lokální podniky mimo resorty trpět, protože hosté využívají především služeb zahrnutých do balíčku.